# 22 محرم
- السبت
- الأحد
- الاثنين
- الثلاثاء
- الأربعاء
- الخميس
- الجمعة

- 306 يوليو 2024
- 17 يوليو 2024
- 28 يوليو 2024
- 39 يوليو 2024
- 410 يوليو 2024
- 511 يوليو 2024
- 612 يوليو 2024
- 713 يوليو 2024
- 814 يوليو 2024
- 915 يوليو 2024
- 1016 يوليو 2024
- 1117 يوليو 2024
- 1218 يوليو 2024
- 1319 يوليو 2024
- 1420 يوليو 2024
- 1521 يوليو 2024
- 1622 يوليو 2024
- 1723 يوليو 2024
- 1824 يوليو 2024
- 1925 يوليو 2024
- 2026 يوليو 2024
- 2127 يوليو 2024
- 2228 يوليو 2024
- 2329 يوليو 2024
- 2430 يوليو 2024
- 2531 يوليو 2024
- 261 أغسطس 2024
- 272 أغسطس 2024
- 283 أغسطس 2024
- 294 أغسطس 2024
- 15 أغسطس 2024
- 26 أغسطس 2024
- 37 أغسطس 2024
- 48 أغسطس 2024
- 59 أغسطس 2024

22 مُحرَّم أو 22 مُحرَّم الحرام أو يوم 22 \ 1 (اليوم الثاني والعشرين من الشهر الأوَّل) هو اليوم الثاني والعشرين من أيَّام السنة وفق التقويم الهجري القمري (العربي). يبقى بعده 332 أو 333 يومًا لانتهاء السنة.

## أحداث
- 169 هـ - مُوسى الهادي يتولَّى الخِلافة بعد وفاة أبيه الخليفة المهدي.
- 804 هـ - نائب دمشق الأمير تغري بردي يغادر دمشق بعد إبلاغه بتآمر أمراء دمشق للقبض عليه.
- 1092 هـ - الدولة العثمانية توقع معاهدة أدرنة مع روسيا والتي كانت مدتها 20 سنة، وكانت تقضي بتقسيم أوكرانيا بين العثمانيين وروسيا.
- 1215 هـ - اغتيال القائد العسكري الفرنسي الجنرال كليبر في حديقة قصره بالقاهرة على يد الطالب الشامي الأزهري سليمان الحلبي.
- 1294 هـ - السلطان عبد الحميد الثاني يعزل الصدر الأعظم أحمد مدحت باشا عن الصدارة العظمى وينفيه خارج أراضي الدولة العثمانية بعد أقل من شهرين على تعيينه.
- 1296 هـ - الإصلاحي خير الدين التونسي يتولى منصب الصدارة العظمى في الدولة العثمانية.
- 1300 هـ - محاكمة زعماء الثورة العرابية في مصر إثر فشل الثورة، الأمر الذي نجم عنه هيمنة بريطانيا على مصر وتحكمها بقرارات ومسار الخديوي.
- 1322 هـ - الإمبراطور الألماني فيلهلم الثاني يلقي خطابًا في مدينة طنجة المغربية يعلن فيه صداقة ألمانيا لسلطان مراكش.
- 1331 هـ - الإيطاليون يحتلون مدينة سرت في ليبيا.
- 1344 هـ - تقديم الشيخ علي عبد الرازق للمحاكمة بسبب آرائه في كتاب الإسلام وأصول الحكم، حيث زعم انقطاع الصلة بين الإسلام والسياسة، وأنكر فيه إقامة الرسول محمد، وتم فصله من هيئة كبار علماء الأزهر إثر هذه المحاكمة.
- 1365 هـ - ولاية الشيخ مصطفى عبد الرازق مشيخة الجامع الأزهر.
- 1366 هـ - تشكيل حزب الاتحاد المصري الطرابلسي الذي كان يدعو إلى الاتحاد بين ليبيا ومصر.
- 1381 هـ - صدور قانون إعادة تنظيم الأزهر والهيئات التي يشملها، في عهد الرئيس المصري جمال عبد الناصر، وهو ما كان له أكبر الأثر في مواكبة الأزهر للتطورات العصرية.
- 1397 هـ - مظاهرات ضد فرنسا في إسرائيل بعد قيامها بإطلاق سراح محمد داود عودة المتهم بالمسؤولية عن مقتل رياضيين إسرائيليين في دورة ميونيخ للألعاب الأولمبية قبل بضعة سنوات.
- 1426 هـ - إدانة رجل الدين المسلم بابكر باعشير بتهمة الاشتراك في التآمر بتفجيرات بالي التي قتل فيها أكثر من مائتي شخص.
- 1427 هـ - مجلس الأمة الكويتي يبايع بالإجماع الشيخ نواف الأحمد الصباح وليًا للعهد وذلك بعد تزكية الأمير.
- 1430 هـ - حركة حماس والفصائل الفلسطينية يعلنون قبولهم عرض إسرائيل بوقف إطلاق النار وإنهاء الحرب على غزة.
- 1432 هـ - مجلس الأمة الكويتي يناقش استجواب لرئيس الوزراء الشيخ ناصر المحمد الصباح قدم من قبل النواب مسلم البراك وصالح الملا وجمعان الحربش حول بقضايا يتعلق بانتهاكات محتملة للدستور والحريات العامة، وعشرة نواب بعد نهاية الجلسة يقدمون كتاب بعدم التعاون مع رئيس الحكومة.
- 1437 هـ - حادثة سقوط طائرة أنتونوف تسفر عن مقتل 41 شخصاً، عندما كانت في رحلة داخلية في جنوب السودان.
- 1440 هـ -
  - البرلمان العراقي يختار برهم صالح رئيسًا جديدًا لجمهورية العراق خلفاً لفؤاد معصوم.
  - اختفاء الصحفي السعودي جمال خاشقجي بعد دخوله القنصلية السعودية في مدينة إسطنبول بتركيا، وأشارت بعض المصادر الأمنية التركية أنها تستنتج مقتله داخل القنصلية، بينما شككت السعودية في التصريحات وقال مسؤولون سعوديون أنه غادر القنصلية حيًا عن طريق باب خلفي.

## مواليد
- 1311 هـ - محمد بابا عمر، فقيه وقارئ ومفتي الجزائر الأسبق.
- 1385 هـ - فوزي المجادي، مناضل كويتي.
- 1398 هـ - عيضة المنهالي، مغني إماراتي.
- 1402 هـ - محمود بوشهري، ممثل إيراني يعمل في الكويت.

## وفيات
- 460 هـ - الشيخ الطوسي، عالم مسلم وشيخ الشيعة الإمامية.
- 615 هـ - فتيان الشاغوري، شاعر شامي.
- 1395 هـ - أم كلثوم، مطربة مصرية.
- 1424 هـ - سعد الجوهر، لاعب كرة قدم سعودي.
- 1430 هـ - علي سلطان، ممثل كويتي.
- 1434 هـ - إغناطيوس الرابع هزيم، بطريرك أنطاكية وسائر المشرق للروم الأرثوذكس.
- 1438 هـ - خليفة بن حمد آل ثاني، أمير دولة قطر السادس.
- 1440 هـ - جمال خاشقجي، صحفي وإعلامي سعودي.

## وصلات خارجية
- موقع قصة الإسلام: حدث في شهر محرم.